# Erlauf (rivière)
Pour les articles homonymes, voir Erlauf (homonymie).
L'Erlauf est une rivière autrichienne affluent gauche du Danube passant dans les districts de Scheibbs et de Melk en Basse-Autriche, et en partie en Styrie.

## Étymologie
Du temps des Romains, on appelait la rivière Arelape du nom d'une base navale romaine sur le Danube. Son nom vient du vieux allemand Erlaf.

## Géographie

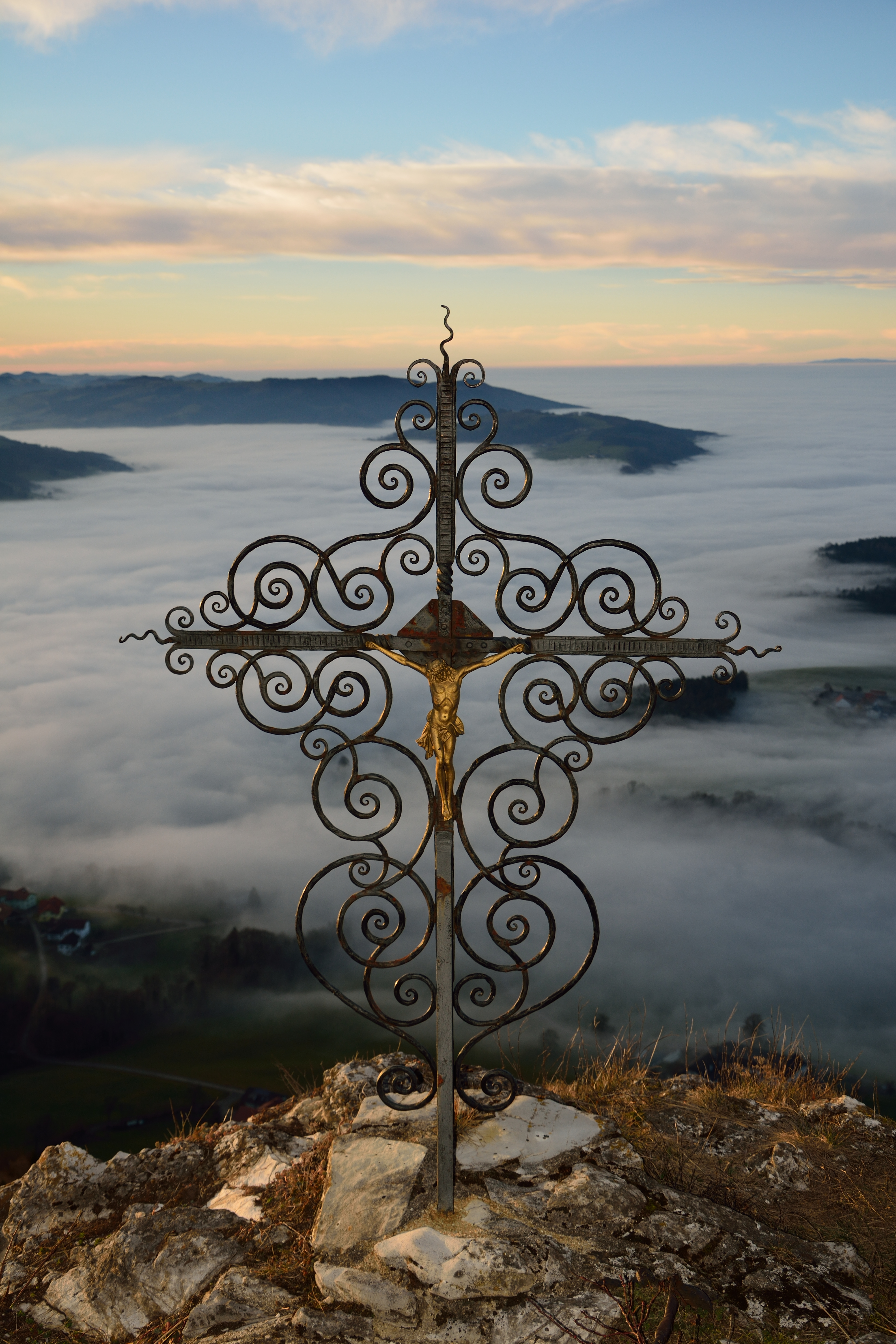
Croix en fer forgé sur le mont Blasenstein près de Scheibbs, avec du brouillard sur la vallée de l'Erlauf et du Danube.

L'Erlauf se compose de deux rivières qui confluent à Wieselburg.
Le Große Erlauf a sa source dans la Gemeindealpe et est un affluent du Erlaufsee. Passé le parc naturel près de l'Ötscher, il traverse Gaming, Scheibbs et Purgstall an der Erlauf jusqu'à la confluence.
Le Kleine Erlauf a sa source près de Gresten. Il traverse Randegg et Steinakirchen am Forst jusqu'à la confluence.
De la confluence jusqu'à l'embouchure, l'Erlauf traverse Pöchlarn.

## Environnement
Près de 40 % du cours de la rivière peut encore être décrit comme naturel. Une migration des poissons, à cause de plusieurs centrales électriques, n'est plus possible. La découverte en 1985 d'une lamproie de Planer fit une petite sensation parce qu'on la croyait disparue depuis longtemps.
Dans la commune de Purgstall, la rivière a formé du gravier. Cette gorge est classée monument naturel depuis 1972.

## Économie
Sur le Große Erlauf, on trouve plusieurs usines de production d'énergie hydroélectrique. La centrale d'Erlaufboden, la première centrale électrique depuis la source, après l'Erlaufsee, est la plus ancienne. Cette propriété d'EVN fournit la Mariazellerbahn. Les autres centrales fournissent Scheibbs, Wieselburg et la ville d'Erlauf.